# Lista över fornlämningar i Haninge kommun
Lista över fornlämningar i Haninge kommun är en förteckning av ett urval av de fornlämningar som finns i Haninge kommun.

## Dalarö
| Namn                       | Lämningstyp      | Tillkomsttid | Historisk indelning  | Plats | Läge                 | ID-nr          | Bild                                 |
| -------------------------- | ---------------- | ------------ | -------------------- | ----- | -------------------- | -------------- | ------------------------------------ |
| Dalarö 1:1                 | Gravfält         |              | Dalarö, Södermanland |       | 59.151243, 18.357557 | 10000800010001 | Ladda upp en bild av detta fornminne |
| Dalarö 3:1                 | Gravfält         |              | Dalarö, Södermanland |       | 59.150108, 18.351232 | 10000800030001 | Ladda upp en bild av detta fornminne |
| Dalarö 4:1                 | Gravfält         |              | Dalarö, Södermanland |       | 59.151652, 18.368189 | 10000800040001 | Ladda upp en bild av detta fornminne |
| Dalarö 9:1                 | Begravningsplats |              | Dalarö, Södermanland |       | 59.136732, 18.411942 | 10000800090001 | Ladda upp en bild av detta fornminne |
| Dalarö 10:1                | Hög              |              | Dalarö, Södermanland |       | 59.133554, 18.409789 | 10000800100001 | Ladda upp en bild av detta fornminne |
| Dalarö 20:1                | Hög              |              | Dalarö, Södermanland |       | 59.150450, 18.351679 | 10000800200001 | Ladda upp en bild av detta fornminne |
| Dalarö 22:1                | Hög              |              | Dalarö, Södermanland |       | 59.156313, 18.424582 | 10000800220001 | Ladda upp en bild av detta fornminne |
| Dalarö 23:1                | Stensättning     |              | Dalarö, Södermanland |       | 59.169199, 18.453082 | 10000800230001 | Ladda upp en bild av detta fornminne |
| Dalarö 23:2                | Stensättning     |              | Dalarö, Södermanland |       | 59.169136, 18.452964 | 10000800230002 | Ladda upp en bild av detta fornminne |
| Dalarö 24:1                | Röse             |              | Dalarö, Södermanland |       | 59.155417, 18.377987 | 10000800240001 | Ladda upp en bild av detta fornminne |
| Dalarö skans (Dalarö 27:1) | Fästning/skans   |              | Dalarö, Södermanland |       | 59.113250, 18.391003 | 10000800270001 | Ladda upp en bild av detta fornminne |
| Dalarö 35:1                | Stensättning     |              | Dalarö, Södermanland |       | 59.151116, 18.366431 | 10000800350001 | Ladda upp en bild av detta fornminne |
| Dalarö 43:1                | Stensättning     |              | Dalarö, Södermanland |       | 59.163293, 18.410509 | 10000800430001 | Ladda upp en bild av detta fornminne |
| Dalarö 55:1                | Stensättning     |              | Dalarö, Södermanland |       | 59.153178, 18.364472 | 10000800550001 | Ladda upp en bild av detta fornminne |
| Dalarö 55:2                | Stensättning     |              | Dalarö, Södermanland |       | 59.152959, 18.363849 | 10000800550002 | Ladda upp en bild av detta fornminne |

## Muskö
| Namn                      | Lämningstyp                 | Tillkomsttid | Historisk indelning | Plats | Läge                 | ID-nr          | Bild                                 |
| ------------------------- | --------------------------- | ------------ | ------------------- | ----- | -------------------- | -------------- | ------------------------------------ |
| Muskö 3:1                 | Stensättning                |              | Muskö, Södermanland |       | 58.976333, 18.154721 | 10005300030001 | Ladda upp en bild av detta fornminne |
| Muskö 15:1                | Grav markerad av sten/block |              | Muskö, Södermanland |       | 58.995430, 18.097216 | 10005300150001 | Ladda upp en bild av detta fornminne |
| Muskö 18:1                | Gravfält                    |              | Muskö, Södermanland |       | 58.990259, 18.121260 | 10005300180001 | Ladda upp en bild av detta fornminne |
| Muskö 30:1                | Stensättning                |              | Muskö, Södermanland |       | 59.000309, 18.103635 | 10005300300001 | Ladda upp en bild av detta fornminne |
| Muskö 34:1                | Hög                         |              | Muskö, Södermanland |       | 58.993612, 18.147231 | 10005300340001 | Ladda upp en bild av detta fornminne |
| Muskö 50:1                | Gravfält                    |              | Muskö, Södermanland |       | 59.014101, 18.136402 | 10005300500001 | Ladda upp en bild av detta fornminne |
| Muskö 52:1                | Gravfält                    |              | Muskö, Södermanland |       | 59.018650, 18.137210 | 10005300520001 | Ladda upp en bild av detta fornminne |
| Muskö 60:1                | Husgrund, historisk tid     |              | Muskö, Södermanland |       | 58.977626, 18.174447 | 10005300600001 | Ladda upp en bild av detta fornminne |
| Muskö 64:1                | Stensättning                |              | Muskö, Södermanland |       | 59.013851, 18.139286 | 10005300640001 | Ladda upp en bild av detta fornminne |
| Muskö 64:2                | Stensättning                |              | Muskö, Södermanland |       | 59.013742, 18.139181 | 10005300640002 | Ladda upp en bild av detta fornminne |
| Muskö 64:3                | Stensättning                |              | Muskö, Södermanland |       | 59.013762, 18.139305 | 10005300640003 | Ladda upp en bild av detta fornminne |
| Muskö 65:1                | Gravfält                    |              | Muskö, Södermanland |       | 59.015656, 18.137295 | 10005300650001 | Ladda upp en bild av detta fornminne |
| Kapellgärdet (Muskö 69:1) | Kyrka/kapell                |              | Muskö, Södermanland |       | 58.981310, 18.185264 | 10005300690001 | Ladda upp en bild av detta fornminne |
| Kanonvallen (Muskö 72:1)  | Fästning/skans              |              | Muskö, Södermanland |       | 58.977620, 18.173365 | 10005300720001 | Ladda upp en bild av detta fornminne |
| Kanonvallen (Muskö 72:2)  | Fästning/skans              |              | Muskö, Södermanland |       | 58.977848, 18.173203 | 10005300720002 | Ladda upp en bild av detta fornminne |
| Kanonvallen (Muskö 72:3)  | Fästning/skans              |              | Muskö, Södermanland |       | 58.977748, 18.173440 | 10005300720003 | Ladda upp en bild av detta fornminne |
| Muskö 88:1                | Hög                         |              | Muskö, Södermanland |       | 59.031839, 18.187445 | 10005300880001 | Ladda upp en bild av detta fornminne |

## Ornö
| Namn                              | Lämningstyp      | Tillkomsttid | Historisk indelning | Plats                     | Läge                 | ID-nr          | Bild                                      |
| --------------------------------- | ---------------- | ------------ | ------------------- | ------------------------- | -------------------- | -------------- | ----------------------------------------- |
| Stenhuset, Sundby gård (Ornö 1:1) | Slott/herresäte  | 1669         | Ornö, Södermanland  | Sundby                    | 59.024148, 18.389579 | 10006600010001 | Ladda upp en till bild av detta fornminne |
| Ornö 2:1                          | Röse             |              | Ornö, Södermanland  |                           | 59.046475, 18.345158 | 10006600020001 | Ladda upp en bild av detta fornminne      |
| Ornö 5:1                          | Begravningsplats |              | Ornö, Södermanland  | Strax söder om Ornö kyrka | 59.050681, 18.429768 | 10006600050001 | Ladda upp en till bild av detta fornminne |
| Ornö 14:1                         | Hög              |              | Ornö, Södermanland  |                           | 59.078256, 18.397537 | 10006600140001 | Ladda upp en bild av detta fornminne      |
| Ornö 15:1                         | Stensättning     |              | Ornö, Södermanland  |                           | 59.036300, 18.324421 | 10006600150001 | Ladda upp en bild av detta fornminne      |
| Ornö 22:1                         | Stensättning     |              | Ornö, Södermanland  |                           | 59.065902, 18.413859 | 10006600220001 | Ladda upp en bild av detta fornminne      |
| Ornö 28:1                         | Stensättning     |              | Ornö, Södermanland  |                           | 59.028522, 18.374477 | 10006600280001 | Ladda upp en bild av detta fornminne      |
| Ornö 28:2                         | Stensättning     |              | Ornö, Södermanland  |                           | 59.028520, 18.374222 | 10006600280002 | Ladda upp en bild av detta fornminne      |
| Ornö 29:1                         | Stensättning     |              | Ornö, Södermanland  |                           | 59.047270, 18.374099 | 10006600290001 | Ladda upp en bild av detta fornminne      |
| Ornö 43:1                         | Stensättning     |              | Ornö, Södermanland  |                           | 59.078469, 18.405253 | 10006600430001 | Ladda upp en bild av detta fornminne      |
| Ornö 44:1                         | Stensättning     |              | Ornö, Södermanland  |                           | 59.071746, 18.408616 | 10006600440001 | Ladda upp en bild av detta fornminne      |
| Ornö 45:1                         | Gravfält         |              | Ornö, Södermanland  |                           | 59.071055, 18.413649 | 10006600450001 | Ladda upp en bild av detta fornminne      |
| Ornö 46:1                         | Stensättning     |              | Ornö, Södermanland  |                           | 59.075574, 18.362468 | 10006600460001 | Ladda upp en bild av detta fornminne      |
| Ornö 47:1                         | Stensättning     |              | Ornö, Södermanland  |                           | 59.068832, 18.408832 | 10006600470001 | Ladda upp en bild av detta fornminne      |
| Ornö 48:1                         | Stensättning     |              | Ornö, Södermanland  |                           | 59.069231, 18.409089 | 10006600480001 | Ladda upp en bild av detta fornminne      |
| Ornö 53:1                         | Stensättning     |              | Ornö, Södermanland  |                           | 59.055608, 18.415293 | 10006600530001 | Ladda upp en bild av detta fornminne      |
| Ornö 54:1                         | Stensättning     |              | Ornö, Södermanland  |                           | 59.068514, 18.411686 | 10006600540001 | Ladda upp en bild av detta fornminne      |
| Ornö 55:1                         | Stensättning     |              | Ornö, Södermanland  |                           | 59.067078, 18.408943 | 10006600550001 | Ladda upp en bild av detta fornminne      |
| Ornö 55:2                         | Stensättning     |              | Ornö, Södermanland  |                           | 59.066964, 18.408830 | 10006600550002 | Ladda upp en bild av detta fornminne      |
| Ornö 56:1                         | Stensättning     |              | Ornö, Södermanland  |                           | 59.067145, 18.407431 | 10006600560001 | Ladda upp en bild av detta fornminne      |
| Ornö 56:2                         | Stensättning     |              | Ornö, Södermanland  |                           | 59.067026, 18.407509 | 10006600560002 | Ladda upp en bild av detta fornminne      |
| Ornö 56:3                         | Stensättning     |              | Ornö, Södermanland  |                           | 59.066892, 18.407516 | 10006600560003 | Ladda upp en bild av detta fornminne      |
| Ornö 57:1                         | Stensättning     |              | Ornö, Södermanland  |                           | 59.066213, 18.406855 | 10006600570001 | Ladda upp en bild av detta fornminne      |
| Ornö 58:1                         | Stensättning     |              | Ornö, Södermanland  |                           | 59.065737, 18.408231 | 10006600580001 | Ladda upp en bild av detta fornminne      |
| Ornö 58:2                         | Stensättning     |              | Ornö, Södermanland  |                           | 59.065670, 18.408418 | 10006600580002 | Ladda upp en bild av detta fornminne      |
| Ornö 65:2                         | Stensättning     |              | Ornö, Södermanland  |                           | 59.062820, 18.424612 | 10006600650002 | Ladda upp en bild av detta fornminne      |
| Ornö 65:3                         | Stensättning     |              | Ornö, Södermanland  |                           | 59.062704, 18.424568 | 10006600650003 | Ladda upp en bild av detta fornminne      |
| Ornö 66:1                         | Stensättning     |              | Ornö, Södermanland  |                           | 59.064354, 18.422479 | 10006600660001 | Ladda upp en bild av detta fornminne      |
| Ornö 66:2                         | Stensättning     |              | Ornö, Södermanland  |                           | 59.063931, 18.422081 | 10006600660002 | Ladda upp en bild av detta fornminne      |
| Ornö 68:1                         | Stensättning     |              | Ornö, Södermanland  |                           | 59.062025, 18.408787 | 10006600680001 | Ladda upp en bild av detta fornminne      |
| Ornö 71:1                         | Stensättning     |              | Ornö, Södermanland  |                           | 59.066478, 18.414705 | 10006600710001 | Ladda upp en bild av detta fornminne      |
| Ornö 80:1                         | Gravfält         |              | Ornö, Södermanland  |                           | 59.081997, 18.422749 | 10006600800001 | Ladda upp en bild av detta fornminne      |
| Ornö 82:1                         | Stensättning     |              | Ornö, Södermanland  |                           | 59.082712, 18.422511 | 10006600820001 | Ladda upp en bild av detta fornminne      |
| Ornö 86:1                         | Stensättning     |              | Ornö, Södermanland  |                           | 59.053965, 18.321358 | 10006600860001 | Ladda upp en bild av detta fornminne      |
| Ornö 87:1                         | Begravningsplats |              | Ornö, Södermanland  |                           | 59.055152, 18.323491 | 10006600870001 | Ladda upp en bild av detta fornminne      |
| Ornö 102:1                        | Stensättning     |              | Ornö, Södermanland  |                           | 59.078973, 18.422581 | 10006601020001 | Ladda upp en bild av detta fornminne      |
| Ornö 106:1                        | Stensättning     |              | Ornö, Södermanland  |                           | 59.084235, 18.422214 | 10006601060001 | Ladda upp en bild av detta fornminne      |
| Ornö 106:2                        | Stensättning     |              | Ornö, Södermanland  |                           | 59.084125, 18.422293 | 10006601060002 | Ladda upp en bild av detta fornminne      |
| Ornö 107:1                        | Stensättning     |              | Ornö, Södermanland  |                           | 59.083047, 18.424531 | 10006601070001 | Ladda upp en bild av detta fornminne      |
| Ornö 108:1                        | Gravfält         |              | Ornö, Södermanland  |                           | 59.084346, 18.423631 | 10006601080001 | Ladda upp en bild av detta fornminne      |
| Ornö 109:1                        | Stensättning     |              | Ornö, Södermanland  |                           | 59.084842, 18.423743 | 10006601090001 | Ladda upp en bild av detta fornminne      |
| Ornö 110:1                        | Stensättning     |              | Ornö, Södermanland  |                           | 59.085335, 18.427810 | 10006601100001 | Ladda upp en bild av detta fornminne      |
| Ornö 120:1                        | Stensättning     |              | Ornö, Södermanland  |                           | 59.062214, 18.391197 | 10006601200001 | Ladda upp en bild av detta fornminne      |

## Utö
| Namn      | Lämningstyp      | Tillkomsttid | Historisk indelning | Plats | Läge                 | ID-nr          | Bild                                 |
| --------- | ---------------- | ------------ | ------------------- | ----- | -------------------- | -------------- | ------------------------------------ |
| Utö 25:1  | Stensättning     |              | Utö, Södermanland   |       | 58.918040, 18.219378 | 10010600250001 | Ladda upp en bild av detta fornminne |
| Utö 26:1  | Stensättning     |              | Utö, Södermanland   |       | 58.913747, 18.223228 | 10010600260001 | Ladda upp en bild av detta fornminne |
| Utö 37:1  | Stensättning     |              | Utö, Södermanland   |       | 58.865449, 18.097542 | 10010600370001 | Ladda upp en bild av detta fornminne |
| Utö 39:1  | Stensättning     |              | Utö, Södermanland   |       | 58.949334, 18.247791 | 10010600390001 | Ladda upp en bild av detta fornminne |
| Utö 42:1  | Stensättning     |              | Utö, Södermanland   |       | 58.939993, 18.220095 | 10010600420001 | Ladda upp en bild av detta fornminne |
| Utö 43:1  | Stensättning     |              | Utö, Södermanland   |       | 58.938768, 18.218880 | 10010600430001 | Ladda upp en bild av detta fornminne |
| Utö 48:1  | Stensättning     |              | Utö, Södermanland   |       | 58.916256, 18.237399 | 10010600480001 | Ladda upp en bild av detta fornminne |
| Utö 67:1  | Hög              |              | Utö, Södermanland   |       | 58.926518, 18.209236 | 10010600670001 | Ladda upp en bild av detta fornminne |
| Utö 67:2  | Stensättning     |              | Utö, Södermanland   |       | 58.926626, 18.209192 | 10010600670002 | Ladda upp en bild av detta fornminne |
| Utö 67:3  | Stensättning     |              | Utö, Södermanland   |       | 58.926376, 18.209140 | 10010600670003 | Ladda upp en bild av detta fornminne |
| Utö 68:1  | Stensättning     |              | Utö, Södermanland   |       | 58.923309, 18.195328 | 10010600680001 | Ladda upp en bild av detta fornminne |
| Utö 95:1  | Kyrka/kapell     |              | Utö, Södermanland   |       | 58.938490, 18.248233 | 10010600950001 | Ladda upp en bild av detta fornminne |
| Utö 95:2  | Begravningsplats |              | Utö, Södermanland   |       | 58.938365, 18.247965 | 10010600950002 | Ladda upp en bild av detta fornminne |
| Utö 96:1  | Gravfält         |              | Utö, Södermanland   |       | 58.941216, 18.241621 | 10010600960001 | Ladda upp en bild av detta fornminne |
| Utö 102:1 | Hög              |              | Utö, Södermanland   |       | 58.928190, 18.218553 | 10010601020001 | Ladda upp en bild av detta fornminne |

## Västerhaninge
| Namn                              | Lämningstyp                 | Tillkomsttid | Historisk indelning         | Plats       | Läge                 | ID-nr          | Bild                                      |
| --------------------------------- | --------------------------- | ------------ | --------------------------- | ----------- | -------------------- | -------------- | ----------------------------------------- |
| Sö 245 (Västerhaninge 1:1)        | Runristning                 |              | Västerhaninge, Södermanland | Tungelsta   | 59.095633, 18.036321 | 10011400010001 | Ladda upp en till bild av detta fornminne |
| Västerhaninge 6:1                 | Gravfält                    |              | Västerhaninge, Södermanland |             | 59.096902, 18.043517 | 10011400060001 | Ladda upp en bild av detta fornminne      |
| Sö 242 (Västerhaninge 7:1)        | Runristning                 |              | Västerhaninge, Södermanland | Stav        | 59.092092, 18.072753 | 10011400070001 | Ladda upp en till bild av detta fornminne |
| Västerhaninge 8:1                 | Gravfält                    |              | Västerhaninge, Södermanland |             | 59.094089, 18.072541 | 10011400080001 | Ladda upp en till bild av detta fornminne |
| Västerhaninge 9:1                 | Stensättning                |              | Västerhaninge, Södermanland |             | 59.093532, 18.071838 | 10011400090001 | Ladda upp en bild av detta fornminne      |
| Västerhaninge 10:1                | Hög                         |              | Västerhaninge, Södermanland |             | 59.092460, 18.067243 | 10011400100001 | Ladda upp en bild av detta fornminne      |
| Sö 243 (Västerhaninge 11:1)       | Runristning                 |              | Västerhaninge, Södermanland | Stav        | 59.093687, 18.073081 | 10011400110001 | Ladda upp en till bild av detta fornminne |
| Västerhaninge 15:1                | Gravfält                    |              | Västerhaninge, Södermanland |             | 59.092029, 18.071289 | 10011400150001 | Ladda upp en bild av detta fornminne      |
| Västerhaninge 18:1                | Grav markerad av sten/block |              | Västerhaninge, Södermanland |             | 59.096529, 18.071280 | 10011400180001 | Ladda upp en bild av detta fornminne      |
| Västerhaninge 18:2                | Grav markerad av sten/block |              | Västerhaninge, Södermanland |             | 59.096554, 18.071368 | 10011400180002 | Ladda upp en bild av detta fornminne      |
| Västerhaninge 23:1                | Stensättning                |              | Västerhaninge, Södermanland |             | 59.078360, 18.051064 | 10011400230001 | Ladda upp en bild av detta fornminne      |
| Västerhaninge 24:1                | Gravfält                    |              | Västerhaninge, Södermanland |             | 59.073198, 18.041768 | 10011400240001 | Ladda upp en bild av detta fornminne      |
| Västerhaninge 26:1                | Gravfält                    |              | Västerhaninge, Södermanland |             | 59.071885, 18.050318 | 10011400260001 | Ladda upp en bild av detta fornminne      |
| Västerhaninge 27:1                | Hög                         |              | Västerhaninge, Södermanland |             | 59.097128, 18.036744 | 10011400270001 | Ladda upp en bild av detta fornminne      |
| Västerhaninge 27:2                | Stensättning                |              | Västerhaninge, Södermanland |             | 59.097014, 18.036791 | 10011400270002 | Ladda upp en bild av detta fornminne      |
| Västerhaninge 27:3                | Stensättning                |              | Västerhaninge, Södermanland |             | 59.096851, 18.036762 | 10011400270003 | Ladda upp en bild av detta fornminne      |
| Västerhaninge 29:1                | Stensättning                |              | Västerhaninge, Södermanland |             | 59.066839, 18.048180 | 10011400290001 | Ladda upp en bild av detta fornminne      |
| Västerhaninge 30:1                | Gravfält                    |              | Västerhaninge, Södermanland |             | 59.066722, 18.049181 | 10011400300001 | Ladda upp en bild av detta fornminne      |
| Västerhaninge 31:1                | Hög                         |              | Västerhaninge, Södermanland |             | 59.066979, 18.050020 | 10011400310001 | Ladda upp en bild av detta fornminne      |
| Västerhaninge 32:1                | Stensättning                |              | Västerhaninge, Södermanland |             | 59.066960, 18.050778 | 10011400320001 | Ladda upp en bild av detta fornminne      |
| Västerhaninge 32:2                | Stensättning                |              | Västerhaninge, Södermanland |             | 59.066901, 18.050499 | 10011400320002 | Ladda upp en bild av detta fornminne      |
| Västerhaninge 32:3                | Stensättning                |              | Västerhaninge, Södermanland |             | 59.066816, 18.050711 | 10011400320003 | Ladda upp en bild av detta fornminne      |
| Västerhaninge 33:1                | Gravfält                    |              | Västerhaninge, Södermanland |             | 59.067640, 18.059195 | 10011400330001 | Ladda upp en bild av detta fornminne      |
| Västerhaninge 34:1                | Gravfält                    |              | Västerhaninge, Södermanland |             | 59.068494, 18.062122 | 10011400340001 | Ladda upp en bild av detta fornminne      |
| Västerhaninge 35:1                | Gravfält                    |              | Västerhaninge, Södermanland |             | 59.066938, 18.067038 | 10011400350001 | Ladda upp en bild av detta fornminne      |
| Västerhaninge 36:1                | Stensättning                |              | Västerhaninge, Södermanland |             | 59.065404, 18.070148 | 10011400360001 | Ladda upp en bild av detta fornminne      |
| Västerhaninge 37:1                | Gravfält                    |              | Västerhaninge, Södermanland |             | 59.064915, 18.065076 | 10011400370001 | Ladda upp en bild av detta fornminne      |
| Västerhaninge 39:1                | Stensättning                |              | Västerhaninge, Södermanland |             | 59.066315, 18.062551 | 10011400390001 | Ladda upp en bild av detta fornminne      |
| Västerhaninge 41:1                | Gravfält                    |              | Västerhaninge, Södermanland |             | 59.062272, 18.056992 | 10011400410001 | Ladda upp en bild av detta fornminne      |
| Västerhaninge 42:1                | Gravfält                    |              | Västerhaninge, Södermanland |             | 59.062804, 18.063756 | 10011400420001 | Ladda upp en bild av detta fornminne      |
| Västerhaninge 44:1                | Hög                         |              | Västerhaninge, Södermanland |             | 59.061049, 18.063924 | 10011400440001 | Ladda upp en bild av detta fornminne      |
| Västerhaninge 46:1                | Gravfält                    |              | Västerhaninge, Södermanland |             | 59.060456, 18.065514 | 10011400460001 | Ladda upp en bild av detta fornminne      |
| Västerhaninge 48:1                | Stensättning                |              | Västerhaninge, Södermanland |             | 59.059695, 18.062286 | 10011400480001 | Ladda upp en bild av detta fornminne      |
| Västerhaninge 51:1                | Gravfält                    |              | Västerhaninge, Södermanland |             | 59.098281, 18.037397 | 10011400510001 | Ladda upp en bild av detta fornminne      |
| Västerhaninge 53:1                | Gravfält                    |              | Västerhaninge, Södermanland |             | 59.099712, 18.044383 | 10011400530001 | Ladda upp en bild av detta fornminne      |
| Västerhaninge 56:1                | Stensättning                |              | Västerhaninge, Södermanland |             | 59.104425, 18.063729 | 10011400560001 | Ladda upp en bild av detta fornminne      |
| Västerhaninge 57:1                | Gravfält                    |              | Västerhaninge, Södermanland |             | 59.106052, 18.064737 | 10011400570001 | Ladda upp en bild av detta fornminne      |
| Västerhaninge 58:1                | Gravfält                    |              | Västerhaninge, Södermanland |             | 59.097543, 18.037547 | 10011400580001 | Ladda upp en bild av detta fornminne      |
| Västerhaninge 59:1                | Gravfält                    |              | Västerhaninge, Södermanland |             | 59.098795, 18.042628 | 10011400590001 | Ladda upp en bild av detta fornminne      |
| Västerhaninge 60:1                | Gravfält                    |              | Västerhaninge, Södermanland |             | 59.106687, 18.068072 | 10011400600001 | Ladda upp en bild av detta fornminne      |
| Västerhaninge 61:1                | Gravfält                    |              | Västerhaninge, Södermanland |             | 59.107394, 18.071130 | 10011400610001 | Ladda upp en bild av detta fornminne      |
| Västerhaninge 63:1                | Gravfält                    |              | Västerhaninge, Södermanland |             | 59.101896, 18.060902 | 10011400630001 | Ladda upp en bild av detta fornminne      |
| Västerhaninge 66:1                | Stensättning                |              | Västerhaninge, Södermanland |             | 59.111725, 18.064687 | 10011400660001 | Ladda upp en bild av detta fornminne      |
| Västerhaninge 69:1                | Grav markerad av sten/block |              | Västerhaninge, Södermanland |             | 59.104585, 18.066584 | 10011400690001 | Ladda upp en bild av detta fornminne      |
| Västerhaninge 69:2                | Hög                         |              | Västerhaninge, Södermanland |             | 59.104656, 18.066082 | 10011400690002 | Ladda upp en bild av detta fornminne      |
| Västerhaninge 72:1                | Gravfält                    |              | Västerhaninge, Södermanland |             | 59.100620, 18.071224 | 10011400720001 | Ladda upp en bild av detta fornminne      |
| Västerhaninge 73:1                | Gravfält                    |              | Västerhaninge, Södermanland |             | 59.112362, 18.063375 | 10011400730001 | Ladda upp en bild av detta fornminne      |
| Västerhaninge 74:1                | Gravfält                    |              | Västerhaninge, Södermanland |             | 59.111478, 18.065783 | 10011400740001 | Ladda upp en bild av detta fornminne      |
| Västerhaninge 75:1                | Gravfält                    |              | Västerhaninge, Södermanland |             | 59.114544, 18.061450 | 10011400750001 | Ladda upp en bild av detta fornminne      |
| Sö 244 (Västerhaninge 75:2)       | Runristning                 |              | Västerhaninge, Södermanland | Tuna        | 59.114435, 18.061584 | 10011400750002 | Ladda upp en till bild av detta fornminne |
| Västerhaninge 76:1                | Gravfält                    |              | Västerhaninge, Södermanland |             | 59.102585, 18.059709 | 10011400760001 | Ladda upp en bild av detta fornminne      |
| Västerhaninge 77:1                | Stensättning                |              | Västerhaninge, Södermanland |             | 59.101712, 18.060507 | 10011400770001 | Ladda upp en bild av detta fornminne      |
| Västerhaninge 77:2                | Stensättning                |              | Västerhaninge, Södermanland |             | 59.101632, 18.060415 | 10011400770002 | Ladda upp en bild av detta fornminne      |
| Västerhaninge 78:1                | Gravfält                    |              | Västerhaninge, Södermanland |             | 59.116761, 18.071975 | 10011400780001 | Ladda upp en bild av detta fornminne      |
| Västerhaninge 78:2                | Gravfält                    |              | Västerhaninge, Södermanland |             | 59.116061, 18.071414 | 10011400780002 | Ladda upp en bild av detta fornminne      |
| Västerhaninge 78:3                | Gravfält                    |              | Västerhaninge, Södermanland |             | 59.115911, 18.072223 | 10011400780003 | Ladda upp en bild av detta fornminne      |
| Västerhaninge 78:4                | Gravfält                    |              | Västerhaninge, Södermanland |             | 59.115509, 18.069839 | 10011400780004 | Ladda upp en bild av detta fornminne      |
| Västerhaninge 78:5                | Grav markerad av sten/block |              | Västerhaninge, Södermanland |             | 59.114857, 18.070227 | 10011400780005 | Ladda upp en bild av detta fornminne      |
| Västerhaninge 78:6                | Stensättning                |              | Västerhaninge, Södermanland |             | 59.114770, 18.069572 | 10011400780006 | Ladda upp en bild av detta fornminne      |
| Västerhaninge 79:1                | Stensättning                |              | Västerhaninge, Södermanland |             | 59.113281, 18.128590 | 10011400790001 | Ladda upp en bild av detta fornminne      |
| Västerhaninge 82:1                | Gravfält                    |              | Västerhaninge, Södermanland |             | 59.109564, 18.050361 | 10011400820001 | Ladda upp en bild av detta fornminne      |
| Sö 246 (Västerhaninge 83:1)       | Runristning                 |              | Västerhaninge, Södermanland | Vreten      | 59.106286, 18.052918 | 10011400830001 | Ladda upp en till bild av detta fornminne |
| Västerhaninge 85:1                | Gravfält                    |              | Västerhaninge, Södermanland |             | 59.106398, 18.038177 | 10011400850001 | Ladda upp en bild av detta fornminne      |
| Västerhaninge 86:1                | Stensättning                |              | Västerhaninge, Södermanland |             | 59.105955, 18.033715 | 10011400860001 | Ladda upp en bild av detta fornminne      |
| Sö 241 (Västerhaninge 87:1)       | Runristning                 |              | Västerhaninge, Södermanland | Skogs-Ekeby | 59.114863, 18.038030 | 10011400870001 | Ladda upp en till bild av detta fornminne |
| Västerhaninge 88:1                | Gravfält                    |              | Västerhaninge, Södermanland |             | 59.108948, 18.043672 | 10011400880001 | Ladda upp en bild av detta fornminne      |
| Västerhaninge 97:1                | Stensättning                |              | Västerhaninge, Södermanland |             | 59.109694, 18.047524 | 10011400970001 | Ladda upp en bild av detta fornminne      |
| Västerhaninge 97:2                | Hög                         |              | Västerhaninge, Södermanland |             | 59.109636, 18.047800 | 10011400970002 | Ladda upp en bild av detta fornminne      |
| Västerhaninge 97:3                | Stensättning                |              | Västerhaninge, Södermanland |             | 59.110054, 18.047424 | 10011400970003 | Ladda upp en bild av detta fornminne      |
| Västerhaninge 99:1                | Stensättning                |              | Västerhaninge, Södermanland |             | 59.105509, 18.066065 | 10011400990001 | Ladda upp en bild av detta fornminne      |
| Västerhaninge 101:1               | Stensättning                |              | Västerhaninge, Södermanland |             | 59.098139, 18.059972 | 10011401010001 | Ladda upp en bild av detta fornminne      |
| Västerhaninge 102:1               | Gravfält                    |              | Västerhaninge, Södermanland |             | 59.099837, 18.053129 | 10011401020001 | Ladda upp en bild av detta fornminne      |
| Västerhaninge 106:1               | Gravfält                    |              | Västerhaninge, Södermanland |             | 59.114551, 18.068516 | 10011401060001 | Ladda upp en bild av detta fornminne      |
| Västerhaninge 109:1               | Gravfält                    |              | Västerhaninge, Södermanland |             | 59.110191, 18.044564 | 10011401090001 | Ladda upp en bild av detta fornminne      |
| Västerhaninge 111:1               | Grav markerad av sten/block |              | Västerhaninge, Södermanland |             | 59.112133, 18.037514 | 10011401110001 | Ladda upp en bild av detta fornminne      |
| Västerhaninge 111:2               | Grav markerad av sten/block |              | Västerhaninge, Södermanland |             | 59.112110, 18.037320 | 10011401110002 | Ladda upp en bild av detta fornminne      |
| Västerhaninge 112:1               | Gravfält                    |              | Västerhaninge, Södermanland |             | 59.114580, 18.039477 | 10011401120001 | Ladda upp en bild av detta fornminne      |
| Västerhaninge 114:1               | Gravfält                    |              | Västerhaninge, Södermanland |             | 59.105820, 18.035537 | 10011401140001 | Ladda upp en bild av detta fornminne      |
| Västerhaninge 115:1               | Fornborg                    |              | Västerhaninge, Södermanland |             | 59.115979, 18.026618 | 10011401150001 | Ladda upp en bild av detta fornminne      |
| Västerhaninge 121:1               | Stensättning                |              | Västerhaninge, Södermanland |             | 59.114578, 18.038484 | 10011401210001 | Ladda upp en bild av detta fornminne      |
| Västerhaninge 121:2               | Stensättning                |              | Västerhaninge, Södermanland |             | 59.114668, 18.038420 | 10011401210002 | Ladda upp en bild av detta fornminne      |
| Västerhaninge 122:1               | Gravfält                    |              | Västerhaninge, Södermanland |             | 59.104852, 18.065397 | 10011401220001 | Ladda upp en bild av detta fornminne      |
| Västerhaninge 123:1               | Fornborg                    |              | Västerhaninge, Södermanland |             | 59.084577, 18.032715 | 10011401230001 | Ladda upp en bild av detta fornminne      |
| Västerhaninge 124:1               | Stensättning                |              | Västerhaninge, Södermanland |             | 59.075743, 18.053780 | 10011401240001 | Ladda upp en bild av detta fornminne      |
| Västerhaninge 124:2               | Stensättning                |              | Västerhaninge, Södermanland |             | 59.075856, 18.053385 | 10011401240002 | Ladda upp en bild av detta fornminne      |
| Västerhaninge 124:3               | Stensättning                |              | Västerhaninge, Södermanland |             | 59.075739, 18.053396 | 10011401240003 | Ladda upp en bild av detta fornminne      |
| Västerhaninge 124:4               | Stensättning                |              | Västerhaninge, Södermanland |             | 59.075543, 18.052740 | 10011401240004 | Ladda upp en bild av detta fornminne      |
| Västerhaninge 125:1               | Hög                         |              | Västerhaninge, Södermanland |             | 59.075216, 18.051746 | 10011401250001 | Ladda upp en bild av detta fornminne      |
| Västerhaninge 125:2               | Hällristning                |              | Västerhaninge, Södermanland |             | 59.074919, 18.052374 | 10011401250002 | Ladda upp en bild av detta fornminne      |
| Västerhaninge 126:1               | Stensättning                |              | Västerhaninge, Södermanland |             | 59.084134, 18.055934 | 10011401260001 | Ladda upp en bild av detta fornminne      |
| Västerhaninge 127:1               | Hög                         |              | Västerhaninge, Södermanland |             | 59.079172, 18.054408 | 10011401270001 | Ladda upp en bild av detta fornminne      |
| Västerhaninge 135:1               | Stensättning                |              | Västerhaninge, Södermanland |             | 59.077465, 18.050989 | 10011401350001 | Ladda upp en bild av detta fornminne      |
| Västerhaninge 135:2               | Stensättning                |              | Västerhaninge, Södermanland |             | 59.077733, 18.051588 | 10011401350002 | Ladda upp en bild av detta fornminne      |
| Västerhaninge 135:3               | Stensättning                |              | Västerhaninge, Södermanland |             | 59.077382, 18.050435 | 10011401350003 | Ladda upp en bild av detta fornminne      |
| Västerhaninge 135:4               | Stensättning                |              | Västerhaninge, Södermanland |             | 59.077367, 18.050225 | 10011401350004 | Ladda upp en bild av detta fornminne      |
| Västerhaninge 136:1               | Stensättning                |              | Västerhaninge, Södermanland |             | 59.073248, 18.053677 | 10011401360001 | Ladda upp en bild av detta fornminne      |
| Västerhaninge 141:1               | Hög                         |              | Västerhaninge, Södermanland |             | 59.102384, 18.112250 | 10011401410001 | Ladda upp en bild av detta fornminne      |
| Västerhaninge 143:1               | Gravfält                    |              | Västerhaninge, Södermanland |             | 59.102616, 18.126876 | 10011401430001 | Ladda upp en bild av detta fornminne      |
| Västerhaninge 144:1               | Stensättning                |              | Västerhaninge, Södermanland |             | 59.098806, 18.122531 | 10011401440001 | Ladda upp en bild av detta fornminne      |
| Västerhaninge 146:1               | Stensättning                |              | Västerhaninge, Södermanland |             | 59.113750, 18.125818 | 10011401460001 | Ladda upp en bild av detta fornminne      |
| Västerhaninge 146:2               | Stensättning                |              | Västerhaninge, Södermanland |             | 59.113623, 18.126098 | 10011401460002 | Ladda upp en bild av detta fornminne      |
| Västerhaninge 147:1               | Hällristning                |              | Västerhaninge, Södermanland |             | 59.092352, 18.124158 | 10011401470001 | Ladda upp en bild av detta fornminne      |
| Västerhaninge 148:1               | Hällristning                |              | Västerhaninge, Södermanland |             | 59.092548, 18.124492 | 10011401480001 | Ladda upp en bild av detta fornminne      |
| Västerhaninge 153:1               | Gravfält                    |              | Västerhaninge, Södermanland |             | 59.060098, 18.047747 | 10011401530001 | Ladda upp en bild av detta fornminne      |
| Västerhaninge 154:1               | Stensättning                |              | Västerhaninge, Södermanland |             | 59.060187, 18.046592 | 10011401540001 | Ladda upp en bild av detta fornminne      |
| Västerhaninge 154:2               | Stensättning                |              | Västerhaninge, Södermanland |             | 59.060049, 18.046775 | 10011401540002 | Ladda upp en bild av detta fornminne      |
| Västerhaninge 155:1               | Stensättning                |              | Västerhaninge, Södermanland |             | 59.059577, 18.047128 | 10011401550001 | Ladda upp en bild av detta fornminne      |
| Västerhaninge 155:2               | Stensättning                |              | Västerhaninge, Södermanland |             | 59.059574, 18.047268 | 10011401550002 | Ladda upp en bild av detta fornminne      |
| Västerhaninge 155:3               | Stensättning                |              | Västerhaninge, Södermanland |             | 59.059486, 18.047192 | 10011401550003 | Ladda upp en bild av detta fornminne      |
| Västerhaninge 158:1               | Stensättning                |              | Västerhaninge, Södermanland |             | 59.058996, 18.033231 | 10011401580001 | Ladda upp en bild av detta fornminne      |
| Västerhaninge 160:1               | Fornborg                    |              | Västerhaninge, Södermanland |             | 59.049860, 18.046490 | 10011401600001 | Ladda upp en bild av detta fornminne      |
| Västerhaninge 161:1               | Gravfält                    |              | Västerhaninge, Södermanland |             | 59.058954, 18.036089 | 10011401610001 | Ladda upp en bild av detta fornminne      |
| Västerhaninge 163:1               | Stensättning                |              | Västerhaninge, Södermanland |             | 59.096348, 18.033248 | 10011401630001 | Ladda upp en bild av detta fornminne      |
| Västerhaninge 165:1               | Gravfält                    |              | Västerhaninge, Södermanland |             | 59.058226, 18.033656 | 10011401650001 | Ladda upp en bild av detta fornminne      |
| Västerhaninge 166:1               | Gravfält                    |              | Västerhaninge, Södermanland |             | 59.060152, 18.038466 | 10011401660001 | Ladda upp en bild av detta fornminne      |
| Västerhaninge 169:1               | Gravfält                    |              | Västerhaninge, Södermanland |             | 59.067234, 17.964252 | 10011401690001 | Ladda upp en bild av detta fornminne      |
| Sö 239 (Västerhaninge 175:1)      | Runristning                 |              | Västerhaninge, Södermanland | Häringe     | 59.039685, 18.014448 | 10011401750001 | Ladda upp en till bild av detta fornminne |
| Sotens borg (Västerhaninge 177:1) | Slott/herresäte             |              | Västerhaninge, Södermanland |             | 59.039488, 18.009251 | 10011401770001 | Ladda upp en till bild av detta fornminne |
| Västerhaninge 179:1               | Gravfält                    |              | Västerhaninge, Södermanland |             | 59.035114, 18.016097 | 10011401790001 | Ladda upp en bild av detta fornminne      |
| Västerhaninge 180:1               | Fornborg                    |              | Västerhaninge, Södermanland |             | 59.027110, 18.038628 | 10011401800001 | Ladda upp en bild av detta fornminne      |
| Västerhaninge 183:1               | Hög                         |              | Västerhaninge, Södermanland |             | 59.058279, 18.040003 | 10011401830001 | Ladda upp en bild av detta fornminne      |
| Västerhaninge 184:1               | Gravfält                    |              | Västerhaninge, Södermanland |             | 59.065897, 18.064218 | 10011401840001 | Ladda upp en bild av detta fornminne      |
| Västerhaninge 187:1               | Stensättning                |              | Västerhaninge, Södermanland |             | 59.066203, 18.070687 | 10011401870001 | Ladda upp en bild av detta fornminne      |
| Västerhaninge 188:1               | Stensättning                |              | Västerhaninge, Södermanland |             | 59.066960, 18.056384 | 10011401880001 | Ladda upp en bild av detta fornminne      |
| Västerhaninge 188:2               | Stensättning                |              | Västerhaninge, Södermanland |             | 59.066972, 18.056699 | 10011401880002 | Ladda upp en bild av detta fornminne      |
| Västerhaninge 189:1               | Stensättning                |              | Västerhaninge, Södermanland |             | 59.070816, 18.054013 | 10011401890001 | Ladda upp en bild av detta fornminne      |
| Västerhaninge 190:1               | Stensättning                |              | Västerhaninge, Södermanland |             | 59.072550, 18.052261 | 10011401900001 | Ladda upp en bild av detta fornminne      |
| Västerhaninge 200:1               | Stensättning                |              | Västerhaninge, Södermanland |             | 59.086594, 18.058337 | 10011402000001 | Ladda upp en bild av detta fornminne      |
| Västerhaninge 200:2               | Stensättning                |              | Västerhaninge, Södermanland |             | 59.086597, 18.058128 | 10011402000002 | Ladda upp en bild av detta fornminne      |
| Västerhaninge 201:1               | Gravfält                    |              | Västerhaninge, Södermanland |             | 59.124048, 18.108823 | 10011402010001 | Ladda upp en bild av detta fornminne      |
| Västerhaninge 201:2               | Gravfält                    |              | Västerhaninge, Södermanland |             | 59.123255, 18.108659 | 10011402010002 | Ladda upp en bild av detta fornminne      |
| Sö 240 (Västerhaninge 205:1)      | Runristning                 |              | Västerhaninge, Södermanland | Ribby       | 59.118501, 18.110615 | 10011402050001 | Ladda upp en till bild av detta fornminne |
| Västerhaninge 209:1               | Gravfält                    |              | Västerhaninge, Södermanland |             | 59.125114, 18.107707 | 10011402090001 | Ladda upp en bild av detta fornminne      |
| Västerhaninge 218:1               | Gravfält                    |              | Västerhaninge, Södermanland |             | 59.118847, 18.088157 | 10011402180001 | Ladda upp en bild av detta fornminne      |
| Västerhaninge 222:1               | Fornborg                    |              | Västerhaninge, Södermanland |             | 59.130065, 18.075719 | 10011402220001 | Ladda upp en bild av detta fornminne      |
| Västerhaninge 226:1               | Hällristning                |              | Västerhaninge, Södermanland |             | 59.113385, 18.075413 | 10011402260001 | Ladda upp en bild av detta fornminne      |
| Västerhaninge 226:2               | Hällristning                |              | Västerhaninge, Södermanland |             | 59.113297, 18.075528 | 10011402260002 | Ladda upp en bild av detta fornminne      |
| Västerhaninge 227:1               | Stensättning                |              | Västerhaninge, Södermanland |             | 59.106104, 18.097763 | 10011402270001 | Ladda upp en bild av detta fornminne      |
| Västerhaninge 228:1               | Stensättning                |              | Västerhaninge, Södermanland |             | 59.108239, 18.091600 | 10011402280001 | Ladda upp en bild av detta fornminne      |
| Västerhaninge 229:1               | Gravfält                    |              | Västerhaninge, Södermanland |             | 59.109028, 18.091989 | 10011402290001 | Ladda upp en bild av detta fornminne      |
| Västerhaninge 230:1               | Gravfält                    |              | Västerhaninge, Södermanland |             | 59.109044, 18.083860 | 10011402300001 | Ladda upp en bild av detta fornminne      |
| Västerhaninge 231:1               | Gravfält                    |              | Västerhaninge, Södermanland |             | 59.107964, 18.082868 | 10011402310001 | Ladda upp en bild av detta fornminne      |
| Västerhaninge 232:1               | Stensättning                |              | Västerhaninge, Södermanland |             | 59.106277, 18.102453 | 10011402320001 | Ladda upp en bild av detta fornminne      |
| Västerhaninge 232:2               | Stensättning                |              | Västerhaninge, Södermanland |             | 59.106181, 18.102560 | 10011402320002 | Ladda upp en bild av detta fornminne      |
| Västerhaninge 233:1               | Gravfält                    |              | Västerhaninge, Södermanland |             | 59.106680, 18.105131 | 10011402330001 | Ladda upp en bild av detta fornminne      |
| Västerhaninge 234:1               | Stensättning                |              | Västerhaninge, Södermanland |             | 59.113527, 18.108845 | 10011402340001 | Ladda upp en bild av detta fornminne      |
| Västerhaninge 235:1               | Stensättning                |              | Västerhaninge, Södermanland |             | 59.111078, 18.104671 | 10011402350001 | Ladda upp en bild av detta fornminne      |
| Västerhaninge 235:2               | Stensättning                |              | Västerhaninge, Södermanland |             | 59.111403, 18.104119 | 10011402350002 | Ladda upp en bild av detta fornminne      |
| Västerhaninge 236:1               | Stensättning                |              | Västerhaninge, Södermanland |             | 59.110013, 18.105449 | 10011402360001 | Ladda upp en bild av detta fornminne      |
| Västerhaninge 236:2               | Stensättning                |              | Västerhaninge, Södermanland |             | 59.109850, 18.105554 | 10011402360002 | Ladda upp en bild av detta fornminne      |
| Västerhaninge 237:1               | Hög                         |              | Västerhaninge, Södermanland |             | 59.109055, 18.104576 | 10011402370001 | Ladda upp en bild av detta fornminne      |
| Västerhaninge 238:1               | Röse                        |              | Västerhaninge, Södermanland |             | 59.110284, 18.103893 | 10011402380001 | Ladda upp en bild av detta fornminne      |
| Västerhaninge 239:1               | Gravfält                    |              | Västerhaninge, Södermanland |             | 59.109462, 18.101700 | 10011402390001 | Ladda upp en bild av detta fornminne      |
| Västerhaninge 240:1               | Stensättning                |              | Västerhaninge, Södermanland |             | 59.113937, 18.095596 | 10011402400001 | Ladda upp en bild av detta fornminne      |
| Västerhaninge 241:1               | Gravfält                    |              | Västerhaninge, Södermanland |             | 59.116331, 18.098600 | 10011402410001 | Ladda upp en bild av detta fornminne      |
| Västerhaninge 242:1               | Gravfält                    |              | Västerhaninge, Södermanland |             | 59.111468, 18.078233 | 10011402420001 | Ladda upp en bild av detta fornminne      |
| Västerhaninge 243:1               | Röse                        |              | Västerhaninge, Södermanland |             | 59.112759, 18.081336 | 10011402430001 | Ladda upp en bild av detta fornminne      |
| Västerhaninge 243:2               | Stensättning                |              | Västerhaninge, Södermanland |             | 59.112874, 18.081405 | 10011402430002 | Ladda upp en bild av detta fornminne      |
| Västerhaninge 243:3               | Stensättning                |              | Västerhaninge, Södermanland |             | 59.112968, 18.081543 | 10011402430003 | Ladda upp en bild av detta fornminne      |
| Västerhaninge 244:1               | Gravfält                    |              | Västerhaninge, Södermanland |             | 59.112815, 18.083825 | 10011402440001 | Ladda upp en bild av detta fornminne      |
| Västerhaninge 245:1               | Stensättning                |              | Västerhaninge, Södermanland |             | 59.111797, 18.083018 | 10011402450001 | Ladda upp en bild av detta fornminne      |
| Västerhaninge 247:1               | Stensättning                |              | Västerhaninge, Södermanland |             | 59.094671, 18.097516 | 10011402470001 | Ladda upp en bild av detta fornminne      |
| Västerhaninge 248:1               | Stensättning                |              | Västerhaninge, Södermanland |             | 59.095208, 18.100394 | 10011402480001 | Ladda upp en bild av detta fornminne      |
| Västerhaninge 250:1               | Röse                        |              | Västerhaninge, Södermanland |             | 59.098218, 18.093570 | 10011402500001 | Ladda upp en bild av detta fornminne      |
| Västerhaninge 251:1               | Stensättning                |              | Västerhaninge, Södermanland |             | 59.098795, 18.094119 | 10011402510001 | Ladda upp en bild av detta fornminne      |
| Västerhaninge 252:1               | Gravfält                    |              | Västerhaninge, Södermanland |             | 59.099989, 18.095942 | 10011402520001 | Ladda upp en bild av detta fornminne      |
| Västerhaninge 255:1               | Hög                         |              | Västerhaninge, Södermanland |             | 59.113699, 18.112163 | 10011402550001 | Ladda upp en bild av detta fornminne      |
| Västerhaninge 255:2               | Hög                         |              | Västerhaninge, Södermanland |             | 59.113576, 18.112345 | 10011402550002 | Ladda upp en bild av detta fornminne      |
| Västerhaninge 255:3               | Hög                         |              | Västerhaninge, Södermanland |             | 59.113476, 18.112494 | 10011402550003 | Ladda upp en bild av detta fornminne      |
| Västerhaninge 255:4               | Stensättning                |              | Västerhaninge, Södermanland |             | 59.113369, 18.112355 | 10011402550004 | Ladda upp en bild av detta fornminne      |
| Västerhaninge 256:1               | Stensättning                |              | Västerhaninge, Södermanland |             | 59.112157, 18.115878 | 10011402560001 | Ladda upp en bild av detta fornminne      |
| Västerhaninge 257:1               | Stensättning                |              | Västerhaninge, Södermanland |             | 59.107532, 18.112951 | 10011402570001 | Ladda upp en bild av detta fornminne      |
| Västerhaninge 257:2               | Stensättning                |              | Västerhaninge, Södermanland |             | 59.107516, 18.113893 | 10011402570002 | Ladda upp en bild av detta fornminne      |
| Sö 237 (Västerhaninge 259:1)      | Runristning                 |              | Västerhaninge, Södermanland | Fors        | 59.102426, 18.115441 | 10011402590001 | Ladda upp en till bild av detta fornminne |
| Västerhaninge 260:1               | Hög                         |              | Västerhaninge, Södermanland |             | 59.103504, 18.117267 | 10011402600001 | Ladda upp en bild av detta fornminne      |
| Västerhaninge 260:2               | Stensättning                |              | Västerhaninge, Södermanland |             | 59.103185, 18.116995 | 10011402600002 | Ladda upp en bild av detta fornminne      |
| Västerhaninge 260:3               | Stensättning                |              | Västerhaninge, Södermanland |             | 59.103095, 18.116851 | 10011402600003 | Ladda upp en bild av detta fornminne      |
| Västerhaninge 261:1               | Hög                         |              | Västerhaninge, Södermanland |             | 59.101810, 18.111264 | 10011402610001 | Ladda upp en bild av detta fornminne      |
| Västerhaninge 263:1               | Stensättning                |              | Västerhaninge, Södermanland |             | 59.098952, 18.108799 | 10011402630001 | Ladda upp en bild av detta fornminne      |
| Västerhaninge 264:1               | Röse                        |              | Västerhaninge, Södermanland |             | 59.097507, 18.104569 | 10011402640001 | Ladda upp en bild av detta fornminne      |
| Västerhaninge 265:1               | Stensättning                |              | Västerhaninge, Södermanland |             | 59.098263, 18.101937 | 10011402650001 | Ladda upp en bild av detta fornminne      |
| Västerhaninge 266:1               | Hög                         |              | Västerhaninge, Södermanland |             | 59.104862, 18.074730 | 10011402660001 | Ladda upp en bild av detta fornminne      |
| Västerhaninge 267:1               | Gravfält                    |              | Västerhaninge, Södermanland |             | 59.105385, 18.075032 | 10011402670001 | Ladda upp en bild av detta fornminne      |
| Västerhaninge 268:1               | Stensättning                |              | Västerhaninge, Södermanland |             | 59.099866, 18.082227 | 10011402680001 | Ladda upp en bild av detta fornminne      |
| Västerhaninge 269:1               | Gravfält                    |              | Västerhaninge, Södermanland |             | 59.093658, 18.109751 | 10011402690001 | Ladda upp en bild av detta fornminne      |
| Västerhaninge 270:1               | Stensättning                |              | Västerhaninge, Södermanland |             | 59.093089, 18.109791 | 10011402700001 | Ladda upp en bild av detta fornminne      |
| Västerhaninge 271:1               | Gravfält                    |              | Västerhaninge, Södermanland |             | 59.096467, 18.112506 | 10011402710001 | Ladda upp en bild av detta fornminne      |
| Västerhaninge 272:1               | Gravfält                    |              | Västerhaninge, Södermanland |             | 59.097212, 18.113850 | 10011402720001 | Ladda upp en bild av detta fornminne      |
| Västerhaninge 274:1               | Stensättning                |              | Västerhaninge, Södermanland |             | 59.094517, 18.115288 | 10011402740001 | Ladda upp en bild av detta fornminne      |
| Västerhaninge 274:2               | Stensättning                |              | Västerhaninge, Södermanland |             | 59.094634, 18.115278 | 10011402740002 | Ladda upp en bild av detta fornminne      |
| Västerhaninge 275:1               | Stensättning                |              | Västerhaninge, Södermanland |             | 59.087645, 18.112228 | 10011402750001 | Ladda upp en bild av detta fornminne      |
| Västerhaninge 276:1               | Grav- och boplatsområde     |              | Västerhaninge, Södermanland |             | 59.088614, 18.114385 | 10011402760001 | Ladda upp en bild av detta fornminne      |
| Västerhaninge 277:1               | Gravfält                    |              | Västerhaninge, Södermanland |             | 59.093091, 18.106200 | 10011402770001 | Ladda upp en bild av detta fornminne      |
| Västerhaninge 278:1               | Gravfält                    |              | Västerhaninge, Södermanland |             | 59.092322, 18.102060 | 10011402780001 | Ladda upp en bild av detta fornminne      |
| Västerhaninge 280:1               | Gravfält                    |              | Västerhaninge, Södermanland |             | 59.091570, 18.099946 | 10011402800001 | Ladda upp en bild av detta fornminne      |
| Västerhaninge 281:1               | Stensättning                |              | Västerhaninge, Södermanland |             | 59.090228, 18.094661 | 10011402810001 | Ladda upp en bild av detta fornminne      |
| Västerhaninge 281:2               | Stensättning                |              | Västerhaninge, Södermanland |             | 59.090392, 18.095125 | 10011402810002 | Ladda upp en bild av detta fornminne      |
| Västerhaninge 281:3               | Stensättning                |              | Västerhaninge, Södermanland |             | 59.089941, 18.095219 | 10011402810003 | Ladda upp en bild av detta fornminne      |
| Västerhaninge 284:1               | Gravfält                    |              | Västerhaninge, Södermanland |             | 59.093588, 18.084641 | 10011402840001 | Ladda upp en bild av detta fornminne      |
| Västerhaninge 286:1               | Fornborg                    |              | Västerhaninge, Södermanland |             | 59.085098, 18.102227 | 10011402860001 | Ladda upp en bild av detta fornminne      |
| Västerhaninge 286:2               | Stensättning                |              | Västerhaninge, Södermanland |             | 59.085276, 18.102473 | 10011402860002 | Ladda upp en bild av detta fornminne      |
| Västerhaninge 287:1               | Stensättning                |              | Västerhaninge, Södermanland |             | 59.085696, 18.104013 | 10011402870001 | Ladda upp en bild av detta fornminne      |
| Västerhaninge 287:2               | Stensättning                |              | Västerhaninge, Södermanland |             | 59.085607, 18.104007 | 10011402870002 | Ladda upp en bild av detta fornminne      |
| Västerhaninge 287:3               | Stensättning                |              | Västerhaninge, Södermanland |             | 59.085654, 18.103836 | 10011402870003 | Ladda upp en bild av detta fornminne      |
| Västerhaninge 287:4               | Stensättning                |              | Västerhaninge, Södermanland |             | 59.085877, 18.103413 | 10011402870004 | Ladda upp en bild av detta fornminne      |
| Västerhaninge 288:1               | Stensättning                |              | Västerhaninge, Södermanland |             | 59.074787, 18.086424 | 10011402880001 | Ladda upp en bild av detta fornminne      |
| Västerhaninge 289:1               | Stensättning                |              | Västerhaninge, Södermanland |             | 59.076631, 18.095641 | 10011402890001 | Ladda upp en bild av detta fornminne      |
| Västerhaninge 290:1               | Stensättning                |              | Västerhaninge, Södermanland |             | 59.080353, 18.103021 | 10011402900001 | Ladda upp en bild av detta fornminne      |
| Västerhaninge 290:2               | Stensättning                |              | Västerhaninge, Södermanland |             | 59.080412, 18.102745 | 10011402900002 | Ladda upp en bild av detta fornminne      |
| Västerhaninge 291:1               | Stensättning                |              | Västerhaninge, Södermanland |             | 59.076757, 18.102478 | 10011402910001 | Ladda upp en bild av detta fornminne      |
| Västerhaninge 292:1               | Stensättning                |              | Västerhaninge, Södermanland |             | 59.074587, 18.095480 | 10011402920001 | Ladda upp en bild av detta fornminne      |
| Västerhaninge 293:1               | Stensättning                |              | Västerhaninge, Södermanland |             | 59.110815, 18.118505 | 10011402930001 | Ladda upp en bild av detta fornminne      |
| Västerhaninge 294:1               | Stensättning                |              | Västerhaninge, Södermanland |             | 59.112205, 18.124192 | 10011402940001 | Ladda upp en bild av detta fornminne      |
| Västerhaninge 296:1               | Stensättning                |              | Västerhaninge, Södermanland |             | 59.114968, 18.129229 | 10011402960001 | Ladda upp en bild av detta fornminne      |
| Västerhaninge 297:1               | Röse                        |              | Västerhaninge, Södermanland |             | 59.114508, 18.141774 | 10011402970001 | Ladda upp en bild av detta fornminne      |
| Västerhaninge 298:1               | Röse                        |              | Västerhaninge, Södermanland |             | 59.114963, 18.141015 | 10011402980001 | Ladda upp en bild av detta fornminne      |
| Västerhaninge 299:1               | Röse                        |              | Västerhaninge, Södermanland |             | 59.108547, 18.129529 | 10011402990001 | Ladda upp en bild av detta fornminne      |
| Västerhaninge 302:1               | Stensättning                |              | Västerhaninge, Södermanland |             | 59.066070, 18.087566 | 10011403020001 | Ladda upp en bild av detta fornminne      |
| Västerhaninge 302:2               | Stensättning                |              | Västerhaninge, Södermanland |             | 59.065972, 18.087542 | 10011403020002 | Ladda upp en bild av detta fornminne      |
| Västerhaninge 302:3               | Stensättning                |              | Västerhaninge, Södermanland |             | 59.066170, 18.086927 | 10011403020003 | Ladda upp en bild av detta fornminne      |
| Västerhaninge 302:4               | Stensättning                |              | Västerhaninge, Södermanland |             | 59.066691, 18.086785 | 10011403020004 | Ladda upp en bild av detta fornminne      |
| Västerhaninge 302:5               | Stensättning                |              | Västerhaninge, Södermanland |             | 59.067070, 18.086916 | 10011403020005 | Ladda upp en bild av detta fornminne      |
| Västerhaninge 303:1               | Stensättning                |              | Västerhaninge, Södermanland |             | 59.065604, 18.082498 | 10011403030001 | Ladda upp en bild av detta fornminne      |
| Västerhaninge 303:2               | Stensättning                |              | Västerhaninge, Södermanland |             | 59.065610, 18.082115 | 10011403030002 | Ladda upp en bild av detta fornminne      |
| Västerhaninge 303:3               | Stensättning                |              | Västerhaninge, Södermanland |             | 59.065714, 18.081808 | 10011403030003 | Ladda upp en bild av detta fornminne      |
| Västerhaninge 304:1               | Röse                        |              | Västerhaninge, Södermanland |             | 59.063698, 18.082644 | 10011403040001 | Ladda upp en bild av detta fornminne      |
| Västerhaninge 305:1               | Stensättning                |              | Västerhaninge, Södermanland |             | 59.064326, 18.078777 | 10011403050001 | Ladda upp en bild av detta fornminne      |
| Västerhaninge 305:2               | Stensättning                |              | Västerhaninge, Södermanland |             | 59.064166, 18.078680 | 10011403050002 | Ladda upp en bild av detta fornminne      |
| Västerhaninge 306:1               | Gravfält                    |              | Västerhaninge, Södermanland |             | 59.066331, 18.100221 | 10011403060001 | Ladda upp en bild av detta fornminne      |
| Västerhaninge 308:1               | Stensättning                |              | Västerhaninge, Södermanland |             | 59.068891, 18.095737 | 10011403080001 | Ladda upp en bild av detta fornminne      |
| Västerhaninge 309:1               | Stensättning                |              | Västerhaninge, Södermanland |             | 59.070487, 18.088672 | 10011403090001 | Ladda upp en bild av detta fornminne      |
| Västerhaninge 309:2               | Stensättning                |              | Västerhaninge, Södermanland |             | 59.070397, 18.088667 | 10011403090002 | Ladda upp en bild av detta fornminne      |
| Västerhaninge 309:3               | Stensättning                |              | Västerhaninge, Södermanland |             | 59.070581, 18.089498 | 10011403090003 | Ladda upp en bild av detta fornminne      |
| Västerhaninge 309:4               | Stensättning                |              | Västerhaninge, Södermanland |             | 59.070458, 18.088977 | 10011403090004 | Ladda upp en bild av detta fornminne      |
| Västerhaninge 310:1               | Stensättning                |              | Västerhaninge, Södermanland |             | 59.068858, 18.083900 | 10011403100001 | Ladda upp en bild av detta fornminne      |
| Västerhaninge 311:1               | Stensättning                |              | Västerhaninge, Södermanland |             | 59.070112, 18.082913 | 10011403110001 | Ladda upp en bild av detta fornminne      |
| Västerhaninge 312:1               | Fornborg                    |              | Västerhaninge, Södermanland |             | 59.072100, 18.082831 | 10011403120001 | Ladda upp en bild av detta fornminne      |
| Västerhaninge 313:1               | Stensättning                |              | Västerhaninge, Södermanland |             | 59.071230, 18.087131 | 10011403130001 | Ladda upp en bild av detta fornminne      |
| Västerhaninge 316:1               | Gravfält                    |              | Västerhaninge, Södermanland |             | 59.066578, 18.071934 | 10011403160001 | Ladda upp en bild av detta fornminne      |
| Västerhaninge 318:1               | Stensättning                |              | Västerhaninge, Södermanland |             | 59.063934, 18.078055 | 10011403180001 | Ladda upp en bild av detta fornminne      |
| Västerhaninge 320:1               | Stensättning                |              | Västerhaninge, Södermanland |             | 59.058552, 18.075964 | 10011403200001 | Ladda upp en bild av detta fornminne      |
| Västerhaninge 321:1               | Gravfält                    |              | Västerhaninge, Södermanland |             | 59.058459, 18.073437 | 10011403210001 | Ladda upp en bild av detta fornminne      |
| Västerhaninge 322:1               | Stensättning                |              | Västerhaninge, Södermanland |             | 59.057668, 18.073543 | 10011403220001 | Ladda upp en bild av detta fornminne      |
| Västerhaninge 324:1               | Gravfält                    |              | Västerhaninge, Södermanland |             | 59.068990, 18.076054 | 10011403240001 | Ladda upp en bild av detta fornminne      |
| Västerhaninge 325:1               | Röse                        |              | Västerhaninge, Södermanland |             | 59.071416, 18.136841 | 10011403250001 | Ladda upp en bild av detta fornminne      |
| Västerhaninge 326:1               | Stensättning                |              | Västerhaninge, Södermanland |             | 59.070944, 18.135521 | 10011403260001 | Ladda upp en bild av detta fornminne      |
| Västerhaninge 328:1               | Stensättning                |              | Västerhaninge, Södermanland |             | 59.070956, 18.131563 | 10011403280001 | Ladda upp en bild av detta fornminne      |
| Västerhaninge 328:2               | Stensättning                |              | Västerhaninge, Södermanland |             | 59.070904, 18.131403 | 10011403280002 | Ladda upp en bild av detta fornminne      |
| Västerhaninge 330:1               | Gravfält                    |              | Västerhaninge, Södermanland |             | 59.070477, 18.122084 | 10011403300001 | Ladda upp en bild av detta fornminne      |
| Västerhaninge 335:1               | Fornborg                    |              | Västerhaninge, Södermanland |             | 59.069691, 18.100739 | 10011403350001 | Ladda upp en bild av detta fornminne      |
| Västerhaninge 336:1               | Stensättning                |              | Västerhaninge, Södermanland |             | 59.066410, 18.091527 | 10011403360001 | Ladda upp en bild av detta fornminne      |
| Västerhaninge 336:2               | Stensättning                |              | Västerhaninge, Södermanland |             | 59.066310, 18.092183 | 10011403360002 | Ladda upp en bild av detta fornminne      |
| Västerhaninge 336:3               | Stensättning                |              | Västerhaninge, Södermanland |             | 59.066048, 18.092254 | 10011403360003 | Ladda upp en bild av detta fornminne      |
| Västerhaninge 336:4               | Stensättning                |              | Västerhaninge, Södermanland |             | 59.065950, 18.092248 | 10011403360004 | Ladda upp en bild av detta fornminne      |
| Västerhaninge 336:5               | Stensättning                |              | Västerhaninge, Södermanland |             | 59.065878, 18.092244 | 10011403360005 | Ladda upp en bild av detta fornminne      |
| Västerhaninge 338:1               | Stensättning                |              | Västerhaninge, Södermanland |             | 59.057924, 18.074971 | 10011403380001 | Ladda upp en bild av detta fornminne      |
| Västerhaninge 339:1               | Stensättning                |              | Västerhaninge, Södermanland |             | 59.057111, 18.070560 | 10011403390001 | Ladda upp en bild av detta fornminne      |
| Västerhaninge 339:2               | Stensättning                |              | Västerhaninge, Södermanland |             | 59.057522, 18.070673 | 10011403390002 | Ladda upp en bild av detta fornminne      |
| Västerhaninge 340:1               | Stensättning                |              | Västerhaninge, Södermanland |             | 59.062852, 18.080012 | 10011403400001 | Ladda upp en bild av detta fornminne      |
| Västerhaninge 346:1               | Stensättning                |              | Västerhaninge, Södermanland |             | 59.086726, 18.066367 | 10011403460001 | Ladda upp en bild av detta fornminne      |
| Västerhaninge 349:1               | Stensättning                |              | Västerhaninge, Södermanland |             | 59.095272, 18.074066 | 10011403490001 | Ladda upp en bild av detta fornminne      |
| Västerhaninge 349:2               | Stensättning                |              | Västerhaninge, Södermanland |             | 59.095544, 18.073925 | 10011403490002 | Ladda upp en bild av detta fornminne      |
| Västerhaninge 349:3               | Grav markerad av sten/block |              | Västerhaninge, Södermanland |             | 59.095665, 18.073886 | 10011403490003 | Ladda upp en bild av detta fornminne      |
| Västerhaninge 351:1               | Stensättning                |              | Västerhaninge, Södermanland |             | 59.089722, 18.121394 | 10011403510001 | Ladda upp en bild av detta fornminne      |
| Västerhaninge 352:1               | Stensättning                |              | Västerhaninge, Södermanland |             | 59.089455, 18.117975 | 10011403520001 | Ladda upp en bild av detta fornminne      |
| Västerhaninge 352:2               | Stensättning                |              | Västerhaninge, Södermanland |             | 59.089233, 18.117281 | 10011403520002 | Ladda upp en bild av detta fornminne      |
| Västerhaninge 353:1               | Stensättning                |              | Västerhaninge, Södermanland |             | 59.087002, 18.119184 | 10011403530001 | Ladda upp en bild av detta fornminne      |
| Västerhaninge 356:1               | Stensättning                |              | Västerhaninge, Södermanland |             | 59.093322, 18.102616 | 10011403560001 | Ladda upp en bild av detta fornminne      |
| Västerhaninge 356:2               | Stensättning                |              | Västerhaninge, Södermanland |             | 59.093433, 18.102448 | 10011403560002 | Ladda upp en bild av detta fornminne      |
| Västerhaninge 357:1               | Stensättning                |              | Västerhaninge, Södermanland |             | 59.088926, 18.111348 | 10011403570001 | Ladda upp en bild av detta fornminne      |
| Västerhaninge 357:2               | Hällristning                |              | Västerhaninge, Södermanland |             | 59.088885, 18.110935 | 10011403570002 | Ladda upp en bild av detta fornminne      |
| Västerhaninge 357:3               | Hällristning                |              | Västerhaninge, Södermanland |             | 59.088946, 18.110798 | 10011403570003 | Ladda upp en bild av detta fornminne      |
| Västerhaninge 358:1               | Stensättning                |              | Västerhaninge, Södermanland |             | 59.088580, 18.131931 | 10011403580001 | Ladda upp en bild av detta fornminne      |
| Västerhaninge 360:1               | Hällristning                |              | Västerhaninge, Södermanland |             | 59.120174, 18.113230 | 10011403600001 | Ladda upp en bild av detta fornminne      |
| Västerhaninge 360:2               | Hällristning                |              | Västerhaninge, Södermanland |             | 59.120179, 18.113234 | 10011403600002 | Ladda upp en bild av detta fornminne      |
| Västerhaninge 360:3               | Hällristning                |              | Västerhaninge, Södermanland |             | 59.120181, 18.113234 | 10011403600003 | Ladda upp en bild av detta fornminne      |
| Västerhaninge 360:4               | Hällristning                |              | Västerhaninge, Södermanland |             | 59.120179, 18.113230 | 10011403600004 | Ladda upp en bild av detta fornminne      |
| Västerhaninge 360:5               | Hällristning                |              | Västerhaninge, Södermanland |             | 59.120181, 18.113230 | 10011403600005 | Ladda upp en bild av detta fornminne      |
| Västerhaninge 361:1               | Hällristning                |              | Västerhaninge, Södermanland |             | 59.117055, 18.115792 | 10011403610001 | Ladda upp en bild av detta fornminne      |
| Västerhaninge 361:2               | Hällristning                |              | Västerhaninge, Södermanland |             | 59.116958, 18.115797 | 10011403610002 | Ladda upp en bild av detta fornminne      |
| Västerhaninge 361:3               | Hällristning                |              | Västerhaninge, Södermanland |             | 59.116999, 18.116035 | 10011403610003 | Ladda upp en bild av detta fornminne      |
| Västerhaninge 361:5               | Stensättning                |              | Västerhaninge, Södermanland |             | 59.116801, 18.115882 | 10011403610005 | Ladda upp en bild av detta fornminne      |
| Västerhaninge 362:1               | Hällristning                |              | Västerhaninge, Södermanland |             | 59.119610, 18.117487 | 10011403620001 | Ladda upp en bild av detta fornminne      |
| Västerhaninge 362:2               | Hällristning                |              | Västerhaninge, Södermanland |             | 59.119219, 18.117771 | 10011403620002 | Ladda upp en bild av detta fornminne      |
| Västerhaninge 362:3               | Hällristning                |              | Västerhaninge, Södermanland |             | 59.119810, 18.117966 | 10011403620003 | Ladda upp en bild av detta fornminne      |
| Västerhaninge 362:4               | Hällristning                |              | Västerhaninge, Södermanland |             | 59.120107, 18.117716 | 10011403620004 | Ladda upp en bild av detta fornminne      |
| Västerhaninge 363:1               | Hällristning                |              | Västerhaninge, Södermanland |             | 59.089391, 18.113086 | 10011403630001 | Ladda upp en bild av detta fornminne      |
| Västerhaninge 364:1               | Hällristning                |              | Västerhaninge, Södermanland |             | 59.090158, 18.113936 | 10011403640001 | Ladda upp en bild av detta fornminne      |
| Västerhaninge 365:1               | Hällristning                |              | Västerhaninge, Södermanland |             | 59.090499, 18.114498 | 10011403650001 | Ladda upp en bild av detta fornminne      |
| Västerhaninge 366:1               | Hällristning                |              | Västerhaninge, Södermanland |             | 59.091673, 18.117939 | 10011403660001 | Ladda upp en bild av detta fornminne      |
| Västerhaninge 366:2               | Hällristning                |              | Västerhaninge, Södermanland |             | 59.091769, 18.118088 | 10011403660002 | Ladda upp en bild av detta fornminne      |
| Västerhaninge 367:1               | Hällristning                |              | Västerhaninge, Södermanland |             | 59.092149, 18.125070 | 10011403670001 | Ladda upp en bild av detta fornminne      |
| Västerhaninge 367:2               | Hällristning                |              | Västerhaninge, Södermanland |             | 59.092179, 18.125063 | 10011403670002 | Ladda upp en bild av detta fornminne      |
| Västerhaninge 368:1               | Hällristning                |              | Västerhaninge, Södermanland |             | 59.089561, 18.119151 | 10011403680001 | Ladda upp en bild av detta fornminne      |
| Västerhaninge 369:1               | Hällristning                |              | Västerhaninge, Södermanland |             | 59.094099, 18.117793 | 10011403690001 | Ladda upp en bild av detta fornminne      |
| Västerhaninge 370:1               | Hällristning                |              | Västerhaninge, Södermanland |             | 59.096463, 18.118821 | 10011403700001 | Ladda upp en bild av detta fornminne      |
| Västerhaninge 371:1               | Hällristning                |              | Västerhaninge, Södermanland |             | 59.091870, 18.111338 | 10011403710001 | Ladda upp en bild av detta fornminne      |
| Västerhaninge 371:2               | Hällristning                |              | Västerhaninge, Södermanland |             | 59.091698, 18.110856 | 10011403710002 | Ladda upp en bild av detta fornminne      |
| Västerhaninge 371:3               | Hällristning                |              | Västerhaninge, Södermanland |             | 59.091779, 18.111453 | 10011403710003 | Ladda upp en bild av detta fornminne      |
| Västerhaninge 371:4               | Hällristning                |              | Västerhaninge, Södermanland |             | 59.091684, 18.111058 | 10011403710004 | Ladda upp en bild av detta fornminne      |
| Västerhaninge 372:1               | Röse                        |              | Västerhaninge, Södermanland |             | 59.057870, 18.091143 | 10011403720001 | Ladda upp en bild av detta fornminne      |
| Västerhaninge 373:1               | Hällristning                |              | Västerhaninge, Södermanland |             | 59.107400, 18.083645 | 10011403730001 | Ladda upp en bild av detta fornminne      |
| Västerhaninge 375:1               | Stensättning                |              | Västerhaninge, Södermanland |             | 59.098382, 18.073831 | 10011403750001 | Ladda upp en bild av detta fornminne      |
| Västerhaninge 377:1               | Hällristning                |              | Västerhaninge, Södermanland |             | 59.102780, 18.112554 | 10011403770001 | Ladda upp en bild av detta fornminne      |
| Västerhaninge 378:1               | Stensättning                |              | Västerhaninge, Södermanland |             | 59.069018, 18.170853 | 10011403780001 | Ladda upp en bild av detta fornminne      |
| Västerhaninge 380:1               | Hällristning                |              | Västerhaninge, Södermanland |             | 59.107845, 18.090617 | 10011403800001 | Ladda upp en bild av detta fornminne      |
| Västerhaninge 385:1               | Hällristning                |              | Västerhaninge, Södermanland |             | 59.094231, 18.126704 | 10011403850001 | Ladda upp en bild av detta fornminne      |
| Västerhaninge 385:2               | Hällristning                |              | Västerhaninge, Södermanland |             | 59.094121, 18.126759 | 10011403850002 | Ladda upp en bild av detta fornminne      |
| Västerhaninge 386:1               | Hällristning                |              | Västerhaninge, Södermanland |             | 59.092636, 18.134090 | 10011403860001 | Ladda upp en bild av detta fornminne      |
| Västerhaninge 388:1               | Stensättning                |              | Västerhaninge, Södermanland |             | 59.072192, 18.092038 | 10011403880001 | Ladda upp en bild av detta fornminne      |
| Västerhaninge 390:1               | Stensättning                |              | Västerhaninge, Södermanland |             | 59.066276, 18.085364 | 10011403900001 | Ladda upp en bild av detta fornminne      |
| Västerhaninge 391:1               | Hällristning                |              | Västerhaninge, Södermanland |             | 59.069665, 18.090610 | 10011403910001 | Ladda upp en bild av detta fornminne      |
| Västerhaninge 392:1               | Hällristning                |              | Västerhaninge, Södermanland |             | 59.070018, 18.089202 | 10011403920001 | Ladda upp en bild av detta fornminne      |
| Västerhaninge 393:1               | Hällristning                |              | Västerhaninge, Södermanland |             | 59.108222, 18.104711 | 10011403930001 | Ladda upp en bild av detta fornminne      |
| Västerhaninge 394:1               | Hällristning                |              | Västerhaninge, Södermanland |             | 59.097096, 18.108810 | 10011403940001 | Ladda upp en bild av detta fornminne      |
| Västerhaninge 395:1               | Stensättning                |              | Västerhaninge, Södermanland |             | 59.067294, 18.039663 | 10011403950001 | Ladda upp en bild av detta fornminne      |
| Västerhaninge 402:1               | Gravfält                    |              | Västerhaninge, Södermanland |             | 59.102024, 18.118660 | 10011404020001 | Ladda upp en bild av detta fornminne      |
| Västerhaninge 404:1               | Stensättning                |              | Västerhaninge, Södermanland |             | 59.100278, 18.124056 | 10011404040001 | Ladda upp en bild av detta fornminne      |
| Västerhaninge 405:1               | Gravfält                    |              | Västerhaninge, Södermanland |             | 59.100143, 18.122082 | 10011404050001 | Ladda upp en bild av detta fornminne      |
| Västerhaninge 407:1               | Gravfält                    |              | Västerhaninge, Södermanland |             | 59.099509, 18.122584 | 10011404070001 | Ladda upp en bild av detta fornminne      |
| Västerhaninge 408:1               | Gravfält                    |              | Västerhaninge, Södermanland |             | 59.099391, 18.119136 | 10011404080001 | Ladda upp en bild av detta fornminne      |
| Västerhaninge 409:1               | Röse                        |              | Västerhaninge, Södermanland |             | 59.104392, 18.146135 | 10011404090001 | Ladda upp en bild av detta fornminne      |
| Västerhaninge 409:2               | Stensättning                |              | Västerhaninge, Södermanland |             | 59.104625, 18.146677 | 10011404090002 | Ladda upp en bild av detta fornminne      |
| Västerhaninge 411:1               | Gravfält                    |              | Västerhaninge, Södermanland |             | 59.110991, 18.153086 | 10011404110001 | Ladda upp en bild av detta fornminne      |
| Västerhaninge 429:1               | Stensättning                |              | Västerhaninge, Södermanland |             | 59.095555, 18.137885 | 10011404290001 | Ladda upp en bild av detta fornminne      |
| Västerhaninge 437:1               | Röse                        |              | Västerhaninge, Södermanland |             | 59.079141, 18.143638 | 10011404370001 | Ladda upp en bild av detta fornminne      |
| Västerhaninge 439:1               | Röse                        |              | Västerhaninge, Södermanland |             | 59.089532, 18.123110 | 10011404390001 | Ladda upp en bild av detta fornminne      |
| Västerhaninge 440:1               | Stensättning                |              | Västerhaninge, Södermanland |             | 59.091751, 18.130698 | 10011404400001 | Ladda upp en bild av detta fornminne      |
| Västerhaninge 440:2               | Stensättning                |              | Västerhaninge, Södermanland |             | 59.092011, 18.131255 | 10011404400002 | Ladda upp en bild av detta fornminne      |
| Västerhaninge 441:1               | Stensättning                |              | Västerhaninge, Södermanland |             | 59.092366, 18.132028 | 10011404410001 | Ladda upp en bild av detta fornminne      |
| Västerhaninge 441:2               | Stensättning                |              | Västerhaninge, Södermanland |             | 59.092298, 18.131849 | 10011404410002 | Ladda upp en bild av detta fornminne      |
| Västerhaninge 442:1               | Röse                        |              | Västerhaninge, Södermanland |             | 59.092720, 18.132940 | 10011404420001 | Ladda upp en bild av detta fornminne      |
| Västerhaninge 445:1               | Gravfält                    |              | Västerhaninge, Södermanland |             | 59.093518, 18.132538 | 10011404450001 | Ladda upp en bild av detta fornminne      |
| Västerhaninge 446:1               | Hällristning                |              | Västerhaninge, Södermanland |             | 59.092047, 18.124121 | 10011404460001 | Ladda upp en bild av detta fornminne      |
| Västerhaninge 446:2               | Hällristning                |              | Västerhaninge, Södermanland |             | 59.092077, 18.124145 | 10011404460002 | Ladda upp en bild av detta fornminne      |
| Västerhaninge 447:1               | Stensättning                |              | Västerhaninge, Södermanland |             | 59.095878, 18.119361 | 10011404470001 | Ladda upp en bild av detta fornminne      |
| Västerhaninge 448:1               | Gravfält                    |              | Västerhaninge, Södermanland |             | 59.093085, 18.125390 | 10011404480001 | Ladda upp en bild av detta fornminne      |
| Västerhaninge 449:1               | Gravfält                    |              | Västerhaninge, Södermanland |             | 59.093891, 18.131227 | 10011404490001 | Ladda upp en bild av detta fornminne      |
| Västerhaninge 450:1               | Stensättning                |              | Västerhaninge, Södermanland |             | 59.073292, 18.134709 | 10011404500001 | Ladda upp en bild av detta fornminne      |
| Västerhaninge 452:1               | Gravfält                    |              | Västerhaninge, Södermanland |             | 59.096221, 18.113453 | 10011404520001 | Ladda upp en bild av detta fornminne      |
| Västerhaninge 453:1               | Gravfält                    |              | Västerhaninge, Södermanland |             | 59.102111, 18.087628 | 10011404530001 | Ladda upp en bild av detta fornminne      |
| Västerhaninge 454:1               | Gravfält                    |              | Västerhaninge, Södermanland |             | 59.098221, 18.107798 | 10011404540001 | Ladda upp en bild av detta fornminne      |
| Västerhaninge 455:1               | Gravfält                    |              | Västerhaninge, Södermanland |             | 59.112773, 18.079798 | 10011404550001 | Ladda upp en bild av detta fornminne      |
| Västerhaninge 456:1               | Gravfält                    |              | Västerhaninge, Södermanland |             | 59.093730, 18.107982 | 10011404560001 | Ladda upp en bild av detta fornminne      |
| Västerhaninge 458:1               | Stensättning                |              | Västerhaninge, Södermanland |             | 59.087821, 18.113007 | 10011404580001 | Ladda upp en bild av detta fornminne      |
| Västerhaninge 459:1               | Hög                         |              | Västerhaninge, Södermanland |             | 59.093536, 18.130216 | 10011404590001 | Ladda upp en bild av detta fornminne      |
| Västerhaninge 460:1               | Stensättning                |              | Västerhaninge, Södermanland |             | 59.091508, 18.132358 | 10011404600001 | Ladda upp en bild av detta fornminne      |
| Västerhaninge 465:1               | Stensättning                |              | Västerhaninge, Södermanland |             | 59.033062, 18.021544 | 10011404650001 | Ladda upp en bild av detta fornminne      |
| Västerhaninge 471:1               | Grav markerad av sten/block |              | Västerhaninge, Södermanland |             | 59.053221, 18.071411 | 10011404710001 | Ladda upp en bild av detta fornminne      |
| Västerhaninge 472:1               | Grav markerad av sten/block |              | Västerhaninge, Södermanland |             | 59.052752, 18.071413 | 10011404720001 | Ladda upp en bild av detta fornminne      |
| Västerhaninge 478:1               | Gravfält                    |              | Västerhaninge, Södermanland |             | 59.095924, 18.104017 | 10011404780001 | Ladda upp en bild av detta fornminne      |
| Västerhaninge 479:1               | Grav- och boplatsområde     |              | Västerhaninge, Södermanland |             | 59.126280, 18.112297 | 10011404790001 | Ladda upp en bild av detta fornminne      |
| Västerhaninge 508:1               | Hällristning                |              | Västerhaninge, Södermanland |             | 59.101177, 18.111966 | 10011405080001 | Ladda upp en bild av detta fornminne      |
| Västerhaninge 537:1               | Hällristning                |              | Västerhaninge, Södermanland |             | 59.092087, 18.102619 | 10011405370001 | Ladda upp en bild av detta fornminne      |
| Västerhaninge 538:1               | Hällristning                |              | Västerhaninge, Södermanland |             | 59.091653, 18.103842 | 10011405380001 | Ladda upp en bild av detta fornminne      |
| Västerhaninge 538:2               | Hällristning                |              | Västerhaninge, Södermanland |             | 59.091785, 18.104228 | 10011405380002 | Ladda upp en bild av detta fornminne      |
| Västerhaninge 539:1               | Hällristning                |              | Västerhaninge, Södermanland |             | 59.093391, 18.105399 | 10011405390001 | Ladda upp en bild av detta fornminne      |
| Västerhaninge 539:2               | Hällristning                |              | Västerhaninge, Södermanland |             | 59.093409, 18.105972 | 10011405390002 | Ladda upp en bild av detta fornminne      |
| Västerhaninge 539:3               | Hällristning                |              | Västerhaninge, Södermanland |             | 59.093381, 18.106250 | 10011405390003 | Ladda upp en bild av detta fornminne      |
| Västerhaninge 539:4               | Hällristning                |              | Västerhaninge, Södermanland |             | 59.093214, 18.105482 | 10011405390004 | Ladda upp en bild av detta fornminne      |
| Västerhaninge 541:1               | Hällristning                |              | Västerhaninge, Södermanland |             | 59.108929, 18.103975 | 10011405410001 | Ladda upp en bild av detta fornminne      |
| Västerhaninge 542:1               | Hällristning                |              | Västerhaninge, Södermanland |             | 59.099632, 18.125831 | 10011405420001 | Ladda upp en bild av detta fornminne      |
| Västerhaninge 543:1               | Hällristning                |              | Västerhaninge, Södermanland |             | 59.100488, 18.127940 | 10011405430001 | Ladda upp en bild av detta fornminne      |
| Västerhaninge 544:1               | Hällristning                |              | Västerhaninge, Södermanland |             | 59.097253, 18.113291 | 10011405440001 | Ladda upp en bild av detta fornminne      |
| Västerhaninge 544:2               | Hällristning                |              | Västerhaninge, Södermanland |             | 59.097450, 18.113433 | 10011405440002 | Ladda upp en bild av detta fornminne      |
| Västerhaninge 545:1               | Hällristning                |              | Västerhaninge, Södermanland |             | 59.096663, 18.114270 | 10011405450001 | Ladda upp en bild av detta fornminne      |
| Västerhaninge 546:1               | Hällristning                |              | Västerhaninge, Södermanland |             | 59.095673, 18.113888 | 10011405460001 | Ladda upp en bild av detta fornminne      |
| Västerhaninge 547:1               | Hällristning                |              | Västerhaninge, Södermanland |             | 59.095170, 18.112185 | 10011405470001 | Ladda upp en bild av detta fornminne      |
| Västerhaninge 548:1               | Hällristning                |              | Västerhaninge, Södermanland |             | 59.095223, 18.110837 | 10011405480001 | Ladda upp en bild av detta fornminne      |
| Västerhaninge 573:1               | Stensättning                |              | Västerhaninge, Södermanland |             | 59.115198, 18.045772 | 10011405730001 | Ladda upp en bild av detta fornminne      |
| Västerhaninge 573:2               | Stensättning                |              | Västerhaninge, Södermanland |             | 59.115094, 18.045934 | 10011405730002 | Ladda upp en bild av detta fornminne      |
| Västerhaninge 595                 | Stensättning                |              | Västerhaninge, Södermanland |             | 59.071888, 18.065344 | 12000000067088 | Ladda upp en bild av detta fornminne      |
| Västerhaninge 621                 | Stensättning                |              | Västerhaninge, Södermanland |             | 59.118468, 18.110183 | 12000000078417 | Ladda upp en bild av detta fornminne      |
| Västerhaninge 624                 | Hällristning                |              | Västerhaninge, Södermanland |             | 59.099345, 18.118932 | 12000000082629 | Ladda upp en bild av detta fornminne      |
| Västerhaninge 625                 | Hällristning                |              | Västerhaninge, Södermanland |             | 59.102318, 18.121924 | 12000000082633 | Ladda upp en bild av detta fornminne      |
| Västerhaninge 626                 | Hällristning                |              | Västerhaninge, Södermanland |             | 59.092986, 18.128918 | 12000000091380 | Ladda upp en bild av detta fornminne      |
| Västerhaninge 627                 | Hällristning                |              | Västerhaninge, Södermanland |             | 59.093308, 18.129716 | 12000000091382 | Ladda upp en bild av detta fornminne      |
| Västerhaninge 628                 | Hällristning                |              | Västerhaninge, Södermanland |             | 59.094595, 18.132219 | 12000000091384 | Ladda upp en bild av detta fornminne      |
| Västerhaninge 629                 | Hällristning                |              | Västerhaninge, Södermanland |             | 59.092506, 18.124131 | 12000000091386 | Ladda upp en bild av detta fornminne      |
| Västerhaninge 630                 | Hällristning                |              | Västerhaninge, Södermanland |             | 59.093414, 18.127102 | 12000000091388 | Ladda upp en bild av detta fornminne      |
| Västerhaninge 631                 | Hällristning                |              | Västerhaninge, Södermanland |             | 59.092935, 18.127715 | 12000000091390 | Ladda upp en bild av detta fornminne      |
| Västerhaninge 632                 | Hällristning                |              | Västerhaninge, Södermanland |             | 59.112951, 18.080045 | 12000000121726 | Ladda upp en bild av detta fornminne      |
| Västerhaninge 633                 | Hällristning                |              | Västerhaninge, Södermanland |             | 59.121998, 18.095956 | 12000000121728 | Ladda upp en bild av detta fornminne      |
| Västerhaninge 634                 | Hällristning                |              | Västerhaninge, Södermanland |             | 59.121867, 18.095933 | 12000000121730 | Ladda upp en bild av detta fornminne      |

## Österhaninge
Se Lista över fornlämningar i Haninge kommun (Österhaninge)